# Can Carrencà
Can Carrencà és una masia de Martorelles (Vallès Oriental) inclosa a l'Inventari del Patrimoni Arquitectònic de Catalunya.

## Descripció
És una masia de teulada de dues aigües i amb carener perpendicular a la façana. Té dos annexes laterals de planta rectangular. El cos central és dividit en tres pisos i presenta una distribució simètrica respecte a l'eix que ve marcat pel carener. La porta central d'accés és adovellada. Excepte dos balcons del cos central i un del lateral dret, totes les finestres han estar retocades a principis del segle xx. Les parets es presenten arrebossades i hi destaca el rellotge pintat. Hi ha un passadís amb estructura de pont que connecta directament amb la capella.
Dels elements decoratius en destaquen les rajoles de ceràmica catalana, amb mostra de nombrosos oficis. El rellotge de sol i els panys de la porta principal i de la capella, en els que s'hi pot veure l'àguila bicèfala (símbol de la família Habsburg), fet que mostra que la família Carrencà fou partidària d'aquesta família durant la guerra de successió a la corona Espanyola.

## Història
A la llinda del balcó lateral hi ha la data de 1667, any en què es va fer la reforma que deixà la casa tal com la veiem actualment. No obstant, hi ha un document on el rei Jaume I agraeix al propietari del mas la seva participació en la conquesta de l'illa de Mallorca. Durant la Guerra de Successió, Jaume Bosquets i Carrencà, germà del Coronel de Miquelets Francesc Bosquets i Mitjans, ocultà en aquesta casa els fills del seu germà dels exèrcits Borbònics.
L'ermita, consagrada a Sant Domènec, fou construïda a mitjan segle xviii. Diferents generacions de la família es succeïren en la propietat de la finca, transmetent-la en més d'una ocasió per via matrilineal, fins que a mitjan segle xix, els darrers hereus hagueren de malvendre llurs propietats. La casa es dividí en dos, i anys més tard es tornà a unificar. A la dècada dels 1980, els darrers propietaris la cediren al municipi, a canvi de poder urbanitzar uns terrenys propers. Durant la guerra civil Espanyola fou expropiada, i diferents foren les personalitats que hi feren estada abans d'exiliar-se, tot fugint de Barcelona.